# Droga krajowa 1
Die Droga krajowa 1 (kurz DK1, pol. für ,Nationalstraße 1‘ bzw. ,Landesstraße 1‘) ist eine Landesstraße in Polen. Sie führt derzeit von Podwarpie bis zur slowakischen Grenze bei Zwardoń und stellt eine wichtige Nord-Süd-Achse im polnischen Straßenverkehr dar. Die Gesamtlänge beträgt 61,5 Kilometer. Der erste Abschnitt von Podwarpie bis Dąbrowa Górnicza ist 7,2 km, der zweite von Tychy bis Bielsko-Biała 37,2 km und der dritte von Przybędza bis Milówka 11,1 km lang. Ein weiterer Abschnitt mit einer Länge von 6 km außerhalb der Hauptroute führte von der Anschlussstelle Częstochowa Północ an der Autobahn A1 bis nach Częstochowa, gültig bis Ende 2024. Inzwischen wurde sie auf einigen Abschnitten durch die Autobahn A1 und Schnellstraße S1 ersetzt. Nach der Fertigstellung der Autobahn A1 bzw. der Schnellstraße S1 wird die Landesstraße aus dem Straßennetz verschwinden.

## Bedeutung
Die Landesstraße hat sowohl national als auch international eine große verkehrstechnische Bedeutung:
Zum einen ist sie Teil des V. paneuropäischen Verkehrskorridors und wird auf ihrer gesamten Strecke von der Europastraße 75 begleitet, zwischen Grenze mit Tschechien und Knoten Mysłowice (Autobahn A4) ist Teil auf Europastraße 462. Zum anderen ist sie aufgrund ihres schnellstraßenartigen Ausbaus zwischen der tschechischen Grenze und Łódź eine wichtige nationale Transitstrecke aus den Industriegebieten Schlesiens in die Metropolregionen Łódź und Warschau sowie zu den Seehäfen in Danzig und Gdynia.

## Geschichte
Mit der Reform der Nummerierung aller Landesstraßen wurde die Streckenführung der Landesstraße am 9. Mai 2001 festgelegt. Bereits vor 2001 wurden einige der heutigen Abschnitte als Landesstraße 1 bezeichnet und ausgeschildert. Zu Zeiten der Volksrepublik Polen wurden die heutigen, vierstreifigen Abschnitte von Piotrków Trybunalski über Częstochowa bis Podwarpie als Teil der sog. Gierkówka sowie von Podwarpie über Dąbrowa Górnicza bis Tychy als Teil der Ostumfahrung des Oberschlesischen Industriegebietes fertiggestellt und als Landesstraße 1 bezeichnet.
Die Planungen des Abschnittes von Piotrków Trybunalski über Częstochowa nach Podwarpie wurden 1972 gestartet. Sie sahen vor, dass die neue Straße an allen Ortschaften vorbeigeführt und autobahnähnlich ausgebaut werden sollte. Der Straßenquerschnitt sollte aus zwei Fahrbahnen mit jeweils zwei Fahrstreifen aufgebaut sein. Aufgrund der Entscheidung, anstatt höhenfreien Knoten Kreuzungen zu bauen, wurde die Straße nicht als Autobahn ausgewiesen. Ende der 1980er wurde die gesamte Strecke freigegeben. Die alte, parallele Streckenführung wurde 2001 zur Landesstraße 91 umgewidmet.
Mit der Fertigstellung der zur Landesstraße 1 parallel verlaufenden Abschnitte der Autobahn A1 wurde die Streckenführung der Landesstraße zur Landesstraße 91 als Alternative zur mautpflichtigen Autobahn umgewidmet. Dies geschah bereits 2011 vollständig zwischen Danzig und Toruń sowie 2012 zwischen Kowal und dem Knoten Łódź-Północ. 2007 wurde der Abschnitt zwischen Bielsko-Biała und Cieszyn zu Gemeindestraßen abgestuft, da parallel zu Schnellstraßen verlaufende Abschnitte von Landesstraßen keine Alternative erhalten.

## Verkehrssicherheit

Zeichen für einen „Schwarzen Punkt“

Die Straße hat mehrere sogenannte Schwarze Punkte (poln.: czarne punkty; singular czarny punkt). Dies sind Stellen, an welchen es besonders häufig zu Unfällen kommt. Sie befinden sich bei Otłoczyn, Bielsko-Biała, zwischen Bogusławice und Grabowa, zwischen Łódź und Piotrków Trybunalski, bei Podwarpie, Brudzowice, Dolna und Górna Grupa sowie Łęgowo. Die Aufstellung der Schwarzen Punkte begann 1998. Bereits ab 2003 wurden aufgrund mangelnder Aufmerksamkeit der Fahrer keine neuen Schilder mehr aufgestellt. Im Gegensatz dazu wurde das Programm Drogi Zaufania (dt. etwa „Vertrauensstraßen“) von der GDDKiA ausgearbeitet. Im Rahmen dieses Programmes erfolgten ab 2008 auf Stellen mit erhöhter Unfallgefahr entlang der Landesstraße verschiedene Maßnahmen zur Verkehrssicherheit. Beispielsweise wurden neue Kreuzungen mit Ampeln und neue Fußgängerüberwege eingerichtet.

## Abschnitte in der Modernisierung

### Kreisfreie Stadt Tychy
Innerhalb der Stadtgrenzen von Tychy wird ein 5,6 Kilometer langer Abschnitt der Landesstraße 1 zwischen den Knoten Tychy und Tychy-Tyski sowie ein 1,2 Kilometer langer Abschnitt der Landesstraße 86 von der nördlichen Stadtgrenze bis zum Knoten Tychy modernisiert. Die Ziele dieses Projekts sind die Verbesserung des Verkehrsflusses, die Erhöhung der Kapazität, die Reduzierung der Reisezeit, die Verbesserung der Sicherheit von Fahrzeug- und Fußgängerverkehr, die Trennung von lokalen und Durchreiseverkehr sowie die Verringerung der negativen Auswirkungen auf die Umwelt und die Bewohner. Diese Ziele sollen u. a. durch den Bau von drei unterirdischen Fußgängertunnel, den Bau von Lärmschutzwänden entlang der Landesstraßen sowie den Umbau der Kreuzung mit der Niepodległości-Allee zu einem Knoten erreicht werden. Darüber hinaus sollen die Fahrbahnen erneuert werden.
Der Bauvertrag zwischen der Stadt Tychy und des Bauunternehmens Polimex-Mostostal S.A. wurde am 31. August 2011 unterzeichnet. Der Baubeginn erfolgte im Dezember 2011. Die Fertigstellung war für Ende 2013 geplant. Aufgrund von Bauverzögerungen ist die Fertigstellung erst 2014 erfolgt. Die Baukosten wurden auf 150 Mio. Złoty festgelegt. Die Gesamtkosten der Investition betragen 189 Mio. Złoty, wovon 85 % (157 Mio. Złoty) von der Europäischen Union und 32 Mio. Złoty von der Stadt getragen werden.

## Ausbauzustand
Der Ausbauzustand der Landesstraße 1 gliedert sich wie folgt:
| Abschnitt                                                    | Streifen | Trennstreifen | Bemerkung |
| ------------------------------------------------------------ | -------- | ------------- | --------- |
| / Piotrków Trybunalski-Południe − / Dąbrowa Górnicza-Pogoria | 4        | ja            |           |
| / Tychy − / Bielsko-Biała                                    | 4        | ja            |           |
| Przybędza – Milówka                                          | 2        | nein          |           |

## Wichtige Ortschaften entlang der Strecke
- Podwarpie
- Dąbrowa Górnicza
- Sosnowiec
- Jaworzno
- Mysłowice
- Tychy
- Pszczyna
- Czechowice-Dziedzice
- Bielsko-Biała
- Żywiec